# Jerusha Geelhoed
Jerusha Geelhoed (21 januari 1965) was van 1997 tot 2000 gedurende ruim drie jaar televisieomroepster bij de omroepvereniging TROS. Zij verdween van het scherm toen de TROS als laatste omroep besloot om te stoppen met omroepsters. Geelhoed mocht als allerlaatste omroepster die op het scherm verscheen een tijdperk in de Nederlandse televisiegeschiedenis afsluiten en - mede namens al haar collega's - voorgoed afscheid nemen van de kijkers.